# Halszka Wasilewska (dziennikarka)
Halszka Wasilewska (ur. 1 stycznia 1943 w Warszawie) – polska dziennikarka, reporterka i publicystka.

## Życiorys
W latach 1963–1979 była dziennikarką w Sztandarze Młodych. Pracę w Telewizji Polskiej rozpoczęła w roku 1979, gdzie była kierownikiem Działu Programów Poradniczych.
Była autorką takich programów jak:
- „Rozmowy intymne”, w których poruszała różne aspekty seksualności, problemy wychowania w rodzinie, zajmowała się przemocą w rodzinie
- „Wódko, pozwól żyć”, w którym oferowała pomoc osobom i rodzinom dotkniętym chorobą alkoholową oraz prezentowała reakcje społeczne wobec osób z uzależnieniami alkoholowymi[1]
- Od 1992 do 2005 prowadziła poranną audycję „Kawa czy herbata?” oraz była kierownikiem zespołu redakcyjnego tej audycji[2][3]

Ma w swym dorobku również rolę w filmie fabularnym. W 1989 zagrała dziennikarkę telewizyjną w filmie "Sztuka kochania" w reżyserii Jacka Bromskiego.
Od kilku lat na emeryturze. Jest żoną Jerzego Wasyłyszyna – lekarza dermatologa. Mają syna Tomasza (ur. 1969), również lekarza dermatologa.

## Nagrody
Za swoją pracę otrzymywała nagrody m.in.
- w roku 1978 prezesa Robotniczej Spółdzielni Wydawniczej Prasa-Książka-Ruch[4],
- w latach 1982, 1985, 1990 i 1992 przewodniczącego Komitetu do Spraw Radia i Telewizji za publikacje reporterskie w telewizji i prasie[4],
- w 2007 Nagrodę Polskiej Organizacji Turystycznej dla dziennikarzy im. Mieczysława Orłowicza za promowanie turystyki polskiej w audycjach "Kawa czy herbata?"[5].